# Stavlund Hede
Stavlund Hede er en hede i Midtjylland, beliggende i Haderup Sogn, Herning Kommune. Den er kendetegnet ved den kilometerlange vandingskanal gravet 1834-1837 af bonden Peder Knudsen (1798-1857), som efterlod sig en dagbog ført fra 1829 til 1857. I dag vokser der gran- og løvtræer på heden. 